# Huštěnovice
Huštěnovice är en ort i Tjeckien.   Den ligger i distriktet Okres Uherské Hradiště och regionen Zlín, i den östra delen av landet, 250 km sydost om huvudstaden Prag. Huštěnovice ligger 188 meter över havet och antalet invånare är 988.
Terrängen runt Huštěnovice är platt åt sydost, men åt nordväst är den kuperad.Runt Huštěnovice är det ganska tätbefolkat, med 111 invånare per kvadratkilometer. Närmaste större samhälle är Uherské Hradiště, 4,3 km söder om Huštěnovice. Trakten runt Huštěnovice består till största delen av jordbruksmark.